# اندی سایر
اندی سایر (انگلیسی: Andy Sayer؛ زادهٔ ۶ ژوئن ۱۹۶۶) بازیکن فوتبال اهل بریتانیا است.
از باشگاه‌هایی که در آن بازی کرده‌است می‌توان به باشگاه فوتبال کمبریج یونایتد، باشگاه فوتبال فولام، باشگاه فوتبال لیترهید، باشگاه فوتبال مولسی، باشگاه فوتبال شفیلد یونایتد، باشگاه فوتبال اگم تاون، باشگاه فوتبال سلو تاون، باشگاه فوتبال والتون اند هرشام، باشگاه فوتبال توتینگ اند میتچام یونایتد، باشگاه فوتبال ویمبلدون، باشگاه فوتبال انفیلد ۱۸۹۳، و باشگاه فوتبال لیتون اورینت اشاره کرد.